# جيف ميلر (كاتب)
جيف ميلر هو كاتب كندي، ولد في 22 يونيو 1979.

## وصلات خارجية
- الموقع الرسمي